# Ames (Oklahoma)
Ames – miasto w Stanach Zjednoczonych, w stanie Oklahoma, w hrabstwie Major.